# Brasilândia (distretto di San Paolo)
Brasilândia è un distretto (distrito) della zona settentrionale di San Paolo in Brasile, situato nella subprefettura Freguesia-Brasilândia. 
La popolazione stimata nel 2022 è di 243.273 abitanti, risultando così l'ottavo distretto più popoloso del comune e il primo della zona nord. Il distretto è diviso in 41 quartieri e alcuni complessi residenziali, essi sono: Brasilândia, Jardim Maracanã; Parco di Hollywood; Parco Itaberaba; Jardim Magali; Jardim Elisio; Jardim Alvorada; Giardino dell'Almanara; Villa Elias Nigri; Jardim Irene; Villa Rica; Villa Penteado; Parco Pedroso; Villa Souza; Jardim Ondina; Jardim Ana Maria; Vila Ismênia; Parco Belém; Jardim Elisa Maria; Parco Tietê; Giardino Ladeira Rosa; Villa Terezinha; Villa Dulcina; Villaggio Isabel; Villa Aurea; Villaggio Nina; Jardim dos Guedes; Villa Serralheiro; Jardim do Tiro; Villa Itaberaba; Villa Icaraí; Vila São João Batista; Vila São Joaquim; Jardim Paulistano; Jardim Carombé; Giardino Guarani; Principessa Giardino; Giardino Damasceno; Jardim Paranà; Jardim Vista Alegre; Jardim Recanto; Jardim dos Francos.
Inoltre, la Serra da Cantareira occupa gran parte dell'estremità settentrionale del distretto. I suoi limiti sono Cachoeirinha, Freguesia do Ó, Pirituba, Jaraguá e il comune di Caieiras.